# Orchestre royal du Concertgebouw
L'Orchestre royal du Concertgebouw (Koninklĳk Concertgebouworkest Amsterdam en néerlandais) est le principal orchestre symphonique néerlandais. Il est en résidence au Concertgebouw d'Amsterdam.

## Histoire

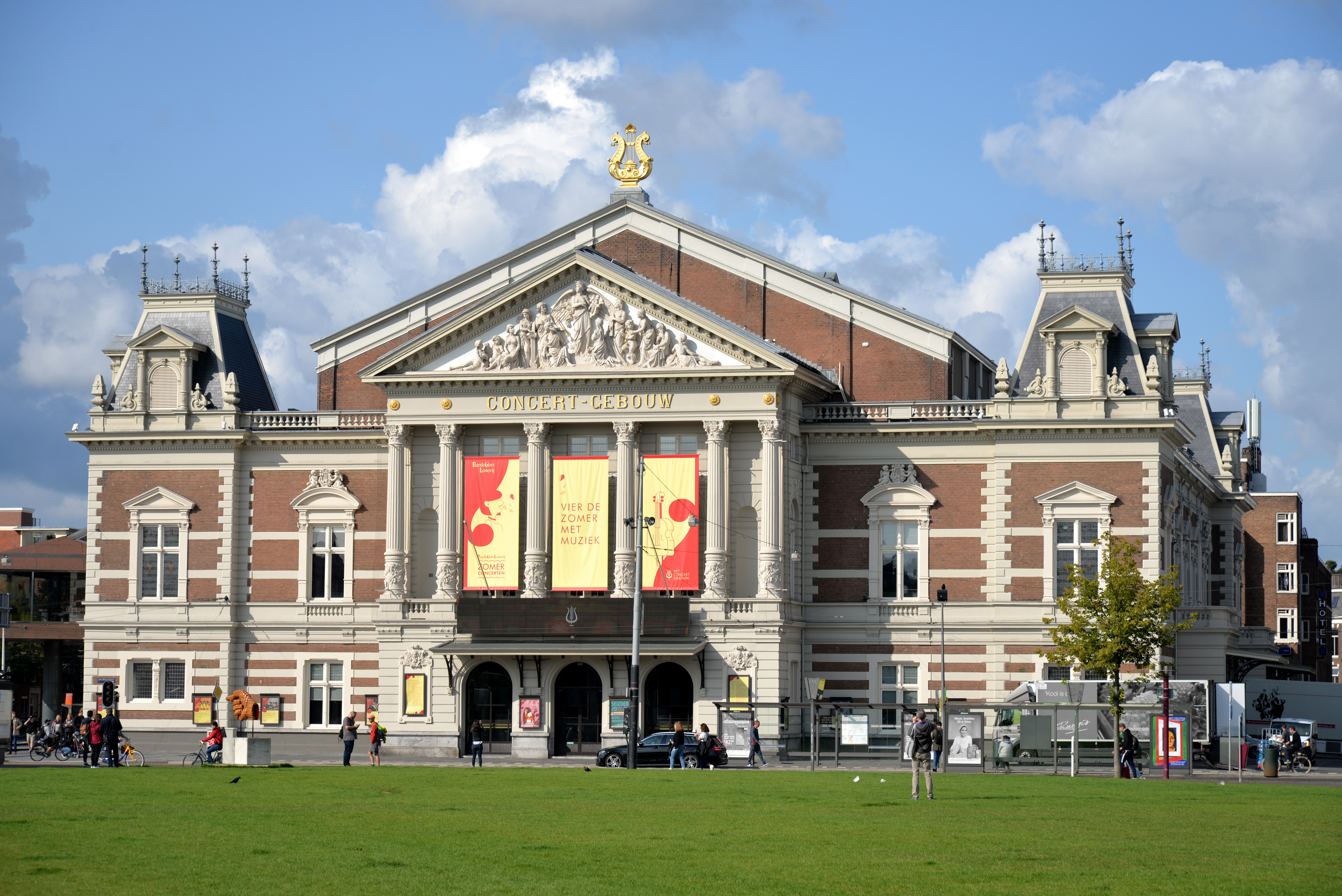
Le Concertgebouw

Son nom provient du Concertgebouw d'Amsterdam, le bâtiment (réputé pour son acoustique) où il donne la plupart de ses concerts. Son titre « royal » lui a été conféré par la reine Beatrix en 1988.
Le Concertgebouw est inauguré le 11 avril 1888 mais ce n'est que quelques mois plus tard que l'orchestre du même nom est fondé. Son premier concert a lieu le 3 novembre 1888, l'orchestre étant alors dirigé par Willem Kes.
Sept ans plus tard, c'est Willem Mengelberg qui en devient le principal chef d'orchestre. Il reste à sa tête jusqu'en 1945, soit durant cinquante ans, un laps de temps assez inhabituel pour un directeur musical (deux autres exemples célèbres sont Evgeni Mravinski à l'Orchestre philharmonique de Saint-Pétersbourg et Eugene Ormandy à l'Orchestre de Philadelphie). Mengelberg est généralement considéré comme le chef ayant donné à l'orchestre sa carrure internationale. Durant son « règne », on compte parmi les invités de l'orchestre les noms prestigieux de Richard Strauss, Gustav Mahler, Claude Debussy, Igor Stravinsky, Bela Bartok, Edward Elgar, Serge Rachmaninov et Serge Prokofiev.
En 1945, c'est Eduard van Beinum qui succède à Mengelberg. Après son décès subit en 1959, Bernard Haitink et Eugen Jochum se partagent la direction, le premier restant le chef principal jusqu'en 1988. À partir de cette date, et jusqu'en 2004, Riccardo Chailly devient le chef principal de l'orchestre (le premier à ne pas être néerlandais). Depuis 2004, c'est le chef letton Mariss Jansons qui le remplace à ce poste. En octobre 2014 Daniele Gatti est nommé à la tête de l'Orchestre royal du Concertgebouw d'Amsterdam. Il succède à Mariss Jansons en 2016. Le 2 août 2018, il est démis de ses fonctions par l'Orchestre royal du Concertgebouw, à la suite d'un article du Washington Post dénonçant son comportement inapproprié auprès de musiciennes. 
L'orchestre est sous le patronage de la reine consort Máxima, épouse du roi Willem-Alexander.

## Liste des directeurs musicaux successifs
- Willem Kes (1888 - 1895)
- Willem Mengelberg (1895 - 1945)
- Eduard van Beinum (1945 - 1959)
  - partagé avec Eugen Jochum de 1961 à 1963
  - partagé avec Kirill Kondrachine de 1978 à 1981
- Bernard Haitink (1961 - 1988) ("chef d'orchestre d'honneur" depuis 1999)
- Riccardo Chailly (1988 - 2004) ("chef d'orchestre emeritus" depuis 2004)
- Mariss Jansons (2004 - 2015)
- Daniele Gatti (2016 - 2018)
- Klaus Mäkelä (partenaire artistique depuis 2022, chef principal à partir de 2027)

|        |
| W. Kes |

|               |
| W. Mengelberg |

|               |
| E. van Beinum |

|            |
| B. Haitink |

|            |
| R. Chailly |

|            |
| M. Jansons |

|          |
| D. Gatti |

Les œuvres du romantisme tardif font partie du répertoire de prédilection de l'Orchestre royal du Concertgebouw. Ses interprétations de Mahler, Bruckner et Strauss font particulièrement référence.
L'orchestre est régulièrement cité comme l'un des meilleurs du monde,. Sa sonorité soyeuse, sa transparence, la chaleur et la beauté de ses pupitres, l'ampleur de ses grands tutti en ont fait un orchestre de légende, comparable dans sa perfection et sa « signature sonore» aux Philharmoniques de Vienne et de Berlin.

## Source
- (en) Cet article est partiellement ou en totalité issu de l’article de Wikipédia en anglais intitulé « Royal Concertgebouw Orchestra » (voir la liste des auteurs).